# Tromejnik (Sv. Ana na Igu)
Tromejnik med Sv. Ano na Igu, Dobro in Rogašovci, tudi poznan kot  Mejni kamen Marije Terezije, je skupna mejna točka Gradiščanske–Štajerske–Slovenije.

## Položaj
Točka tromeje se nahaja v bližini štajerskega kraja Sichauf, na južnem pobočju od vrha hriba ležečega kraja Kefašev breg (nemško Rotterberg) na nadmorski višini 343 m.  
Vzhodno leži gradiščansko naselje Strgarjevo (nemško Kalch, madžarsko Mészvölgy), južno leži slovensko naselje Ocinje (nemško Guizenhof, madžarsko Gedöudvar). Tukaj je mejni kamen Oe/RS I 277-01, zgodovinski naravni kamen, kamen Marije Terezije. Pravzaprav to ni natančen tromejnik, označuje Gradiščansko-Slovensko mejo, ampak je dejanski tromejnik kamen Oe/RS II 1, pobeljen kamniti blok, ki stoji nedaleč od tam približno 40 metrov proti severozahodu.
Štajersko-gradiščanska meja poteka od zgornje Kučnice malo pred Sv. Ano od jugozahoda proti severovzhodu čez Riedel do zgornje Ledave nad Strgarjevim in navzgor po Roberbach, državni meji od mejnega trikotnika v vzhodni smeri čez Kefašev breg (nemško Rotterberg) do Ledave pod Strgarjevim in skozi Leinergraben. Tromejnik tvori najjužnejšo točko Gradiščanskega.

## Zgodovina
Kamen je prvotno označeval mejo med vojvodino Štajerske (Štajersko) in Kraljevino Ogrsko, ki je potekala že od srednjega veka preko Kučnice (Kucsenyice) do Riedela med Kapfensteinom in Dobro.
Marija Terezija je po ohranitvi prestola začela obsežno državno reformo, ki je vključevala konsolidacijo ozemlja njenih dežel in cesarstva. To je vključevalo natančno označevanje meja (markiranje) Kronskih dežel. Kamen je bil tu postavljen leta 1756, in je klesan blok apnenčastega sedimenta. Na tem območju je več podobnih kamnov iz tistega časa.Z razpadom Avstro-Ogrske monarhije in Senžermensko pogodbo leta 1919 je današnje Prekmurje prišlo iz Madžarske v državo SHS (kasneje Jugoslavijo). Kamen Oe/RS II1 je temu primerno na slovenski strani označen z napisom "St. Germain 10. sept 1919.
Pri kamnu Marije Terezije je prostor opremljen s ploščo in klopmi. 
- ob izlivu Roberbacha
- Mejni kamen med Dobro in Kapfensteinom Romisch–Romischeck
- mejni kamen pri Hofwaldu
- Okraj Monošter v Železni županiji pred 1920 (Trianonom); levo sredinsko označuje oba Tromejnika